# Shadowgate
Shadowgate est un jeu vidéo d'exploration et d'énigmes à la première personne développé par ICOM Simulations et initialement publié sur Apple IIGS en 1987 avant d'être adapté et traduit sur de nombreux supports. Il fut notamment publié par Kemco sur Nintendo Entertainment System en 1989. L'histoire du jeu vous présente comme étant le descendant d'une lignée de héros ayant seul le pouvoir de détruire un sorcier maléfique du nom de Lord Warlock. Ce dernier essaye de réveiller dans son château un monstre du nom de Béhémoth pour détruire le monde. Vous avez été téléporté par le magicien Lakmir devant le château pour éradiquer cette menace.

## Trame de jeu
Le jeu commence directement devant l'entrée du château Shadowgate (ce nom peut se traduire par « portail des ombres »). Elle vous présente déjà la première énigme de jeu dans laquelle vous devrez trouver la clé permettant d'ouvrir cette porte. Vous pourrez ensuite commencer l'exploration du château à l'ambiance médiévale. Chaque pièce présente une ou plusieurs énigmes ainsi que de nombreux pièges mortels provoquant immédiatement la fin de la partie.

## Système de jeu

### Commandes
Le jeu se présente comme un jeu d'exploration classique proche de Myst. Un inventaire se trouve à droite de l'écran et les différentes actions possibles sont situées dans la partie inférieure. Un menu de sauvegarde est également présent ainsi qu'une carte simplifiée. Parmi les actions possibles, il est proposé de « regarder » pour avoir une description d'un objet, de « prendre », « d'ouvrir » et « fermer » pour les portes et les coffres entre autres, « d'utiliser », « frapper », « jeter » pour abandonner un objet, « parler » et enfin « bouger » pour se déplacer. Il est possible d'utiliser les objets sur l'environnement de jeu ou sur soi-même en prenant garde de ne pas effectuer une action dangereuse. Une petite carte simplifiée de la pièce est aussi présente pour faciliter les déplacements.

### Principe des flambeaux
Le château étant dans l'obscurité, vous devrez gérer votre stock de flambeaux en ramassant ces derniers au fil de votre parcours. Ils se consumeront petit à petit et vous devrez penser à en allumer régulièrement de façon à ne pas vous retrouver dans le noir total ce qui provoquerait la fin de la partie. Lorsque la torche est prête à s'éteindre, la musique change et devient plus stressante.

### Résolution des énigmes
Les énigmes se résolvent en utilisant le bon objet ou la bonne commande au bon endroit. Parfois, plusieurs solutions sont possibles pour parvenir au même résultat. Afin de ne pas bloquer le jeu, il est impossible de perdre un objet utile en le détruisant.

## Développement
L'adaptation sur Nintendo Entertainment System a nécessité quelques petits ajustements en raison de limitation mémoire de la console. Certaines salles ont notamment été supprimées , comme la salle des Goblins qui présentait des monstres guerriers attablés ou des pièces servant de raccourci. Cela se présente dans le jeu comme des portes impossibles à ouvrir ou des zones impossible d'accès. Il a été surprenant qu'a son époque le jeu ait passé la censure de Nintendo en raison des morts nombreuses et surtout les textes à l'humour noir les décrivant.

## Accueil
- Adventure Gamers : 2/5 (téléphone mobile)[2]
- ST Format : 80 % (Atari ST)[3]
- Nintendo Power : 7,3/10 (Game Boy Color)[4]

## Postérité

### Clin d'œil
Lorsque le joueur se met à jouer de la flûte, l'air du jeu Déjà Vu retentit. De même, la musique d'introduction de ce même jeu n'est autre qu'un remixe de celle de Shadowgate. Les deux jeux ont été développés par la même équipe et reprennent la même interface et le même principe.

### Suite et remake
Le jeu a connu une suite sur Nintendo 64 du nom de Shadowgate 64: Trials of the Four Towers qui se passe sur les mêmes lieux, mais bien plus tard.
Le 21 août 2014, le studio américain Zojoi (en) sort un remake en haute définition sur PC (Windows) et sur OS X du jeu de 1987 à la suite d'un financement sur Kickstarter. Un portage du remake est prévu pour le 11 avril 2019 sur PlayStation 4, Xbox One et Nintendo Switch.